# Jasnogórski Zespół Wokalny Camerata
Jasnogórski Zespół Wokalny „Camerata” – polski chór młodzieżowy.
Powstał w grudniu 1988 roku w Częstochowie. Jego założycielem i dyrygentem do roku 2006 był Przemysław Jeziorowski. Początkowo tworzyli go studenci Instytutu Muzyki dawnej Szkoły Pedagogicznej i uczniowie Zespołu Szkół Muzycznych w Częstochowie. Od 1992 r. zespół działał przy Sanktuarium Jasnogórskim. Od 2006 roku zespołem dyrygował Jarosław Jasiura. W skład chóru wchodziła młodzież z rejonu Częstochowy. „Camerata” w swym repertuarze mia.ła zarówno utwory kościelne, między innymi odkryte niedawno przez muzykologów utwory z archiwum klasztoru na Jasnej Górze, jak i utwory świeckie. Zespół zakończył działalność w 2013.

## Osiągnięcia
- I Miejsce International Festival VRATISLAVIA SACRA 2011[1]
- Grand Prix na V Ogólnopolskim Konkursie Pieśni Pasyjnej w Bydgoszcz[2]
- Złoty Dyplom na IV Ogólnopolskim Konkursie Ars Liturgica[3]
- Złota Struna w XI Małopolskim Konkursie Chórów[4]
- II nagrodę w kategorii chórów mieszanych a capella w XVIII Myślenickim Festiwalu Pieśni Chóralnej „Kolędy I Pastorałki”[5]
- Grand Prix i Puchar Prezydenta miasta Częstochowy w IV Międzynarodowym Festiwalu Chóralnej Pieśni Maryjnej w Częstochowie[6].